# Mothocya nana
Mothocya nana är en kräftdjursart som först beskrevs av Schioedte och Frederik Vilhelm August Meinert 1884.  Mothocya nana ingår i släktet Mothocya och familjen Cymothoidae.
Artens utbredningsområde är Mexikanska golfen. Inga underarter finns listade i Catalogue of Life.